# Писаница Мугур-Саргол
Писаница Мугур-Саргол — петроглифы, обнаруженные в местечке Мугур-Саргол, Чаа-Хольского кожууна Республики Тыва.

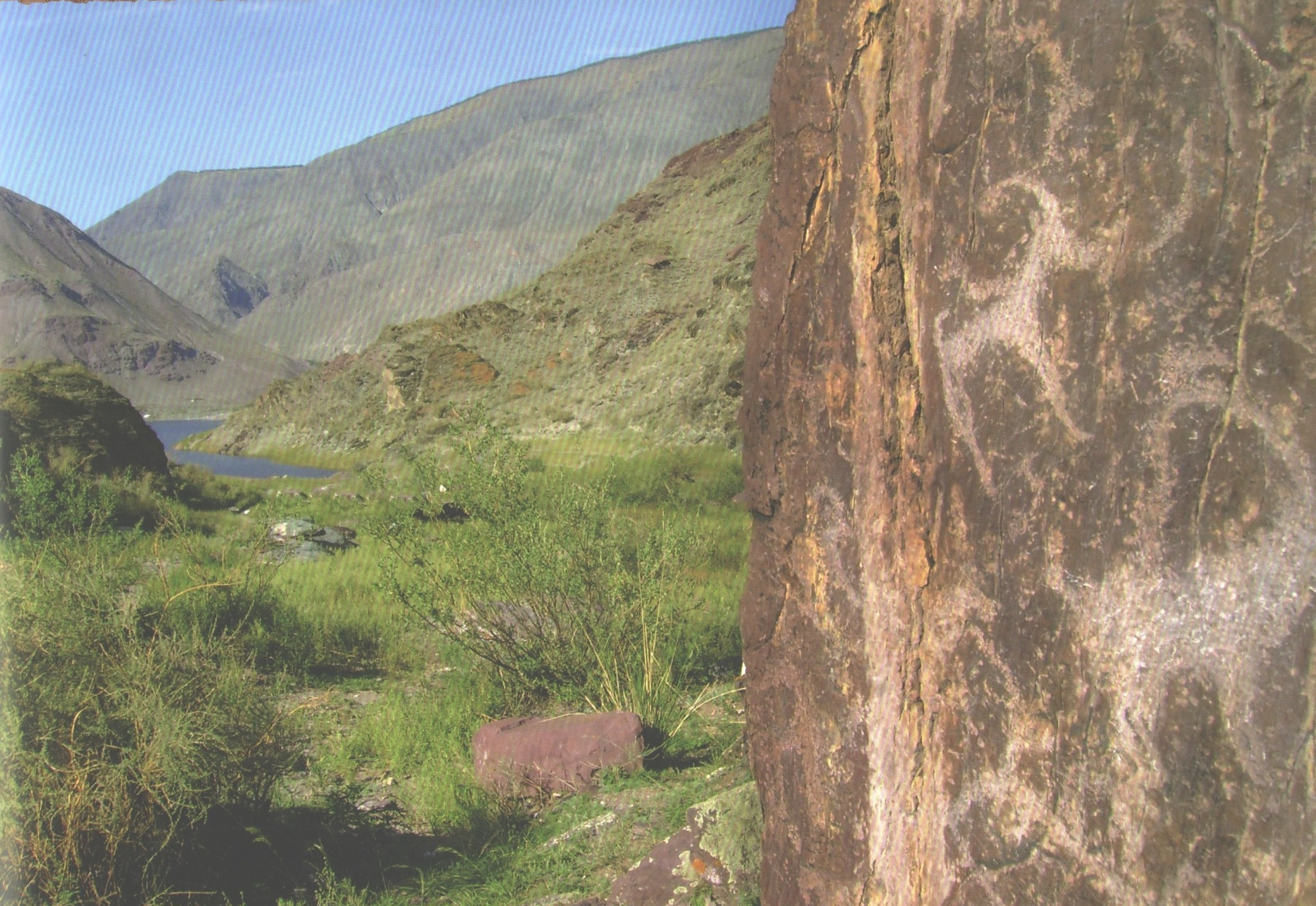
Мугур-Саргол

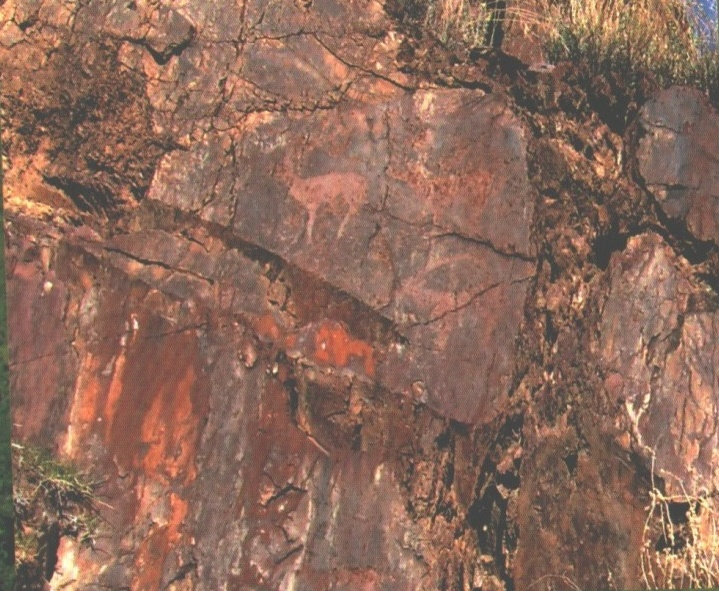
Изображение на скале писаницы

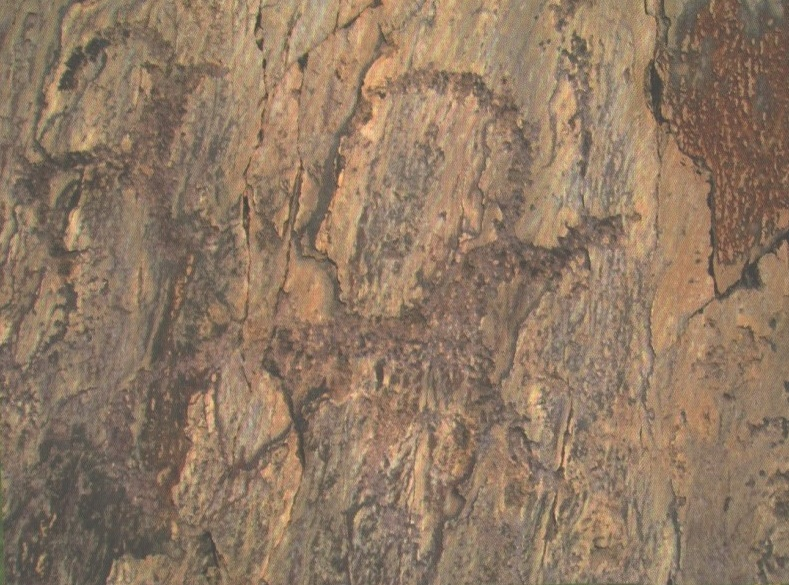
Изображение животного на скале

## Описание
Петроглифы эпохи бронзы древнейшие в Тыве обнаружены в местечке Мугур-Саргол и представляют собой пещерные рисунки с огромным количеством разнообразных личин-масок, изображений колесниц и диких копытных животных — всего около 250 рисунков.
По своей художественности Писаница Мугур-Саргол не уступает лучшим мировым образцам наскального искусства. Особенный интерес представляют собой изображения алтарного комплекса Мугур-Саргол, расположенного в центре Мугур-Саргольского святилища. Наиболее характерный сюжет — изображение личин-масок.
Наскальные рисунки должны были скрыться под водами рукотворного Саяно-Шушенского моря, но 50 каменных плит сохранили и вывезли в Кызыл. В спасательной операции, сохранившей для потомков уникальное древнее искусство, приняли участие ученые, геологи, чабаны.

## Местоположение
Труднодоступное урочище на берегу Улуг-Хема, примерно посередине между устьями речек Чаа-Холь и Хемчик, в зоне затопления Саяно-Шушенской ГЭС. Там же находится уникальное Мугур-Саргольское святилище эпохи бронзы (III—II тыс. до н. э.) с изображениями колесниц, жилищ, антропоморфных фигур, хищников, преследующих копытных животных.